# Rui Veloso
Rui Manuel Gaudêncio Veloso (30 de junio de 1957 (67 años), Lisboa) es un cantautor, compositor y guitarrista portugués. 
Toca la armónica desde los 6 años. 
Considerado por muchos como el padre del rock portugués — a par de la banda de las décadas de 60-70 Quarteto 1111 —, fue intérprete de blues y comenzó su carrera en una banda de garage que se llamó Magara Blues.
Se dice que es seguidor de B.B. King, Eric Clapton, entre otros consagrados de la música.

## Discografía
- 1980 - Ar De Rock
- 1982 - Fora De Moda
- 1983 - Guardador De Margens
- 1986 - Rui Veloso
- 1988 - Ao Vivo
- 1990 - Mingos & Os Samurais
- 1992 - O Auto Da Pimenta
- 1995 - Lado Lunar
- 1998 - Avenidas
- 2000 - O Melhor de Rui Veloso
- 2003 - O Concerto Acústico
- 2005 - A Espuma Das Canções

- Datos: Q1394035
- Multimedia: Rui Veloso / Q1394035